# Пиринемь
Пиринемь — деревня в Пинежском районе Архангельской области России, административный центр муниципального образования «Пиринемское».

## География
Деревня Пиринемь находится в среднем течении реки Пинеги, на левом берегу. Через реку Пинегу на правобережье располагается деревня Чешегора.

## История
В 1610 году в селе были обнаружены мощи православной святой Параскевы Пиринемской. Как следует из рукописи, повествующей об обретении мощей, в селе существовала часовня в честь великомученика Георгия, неизвестно кем и когда построенная, но к 1610 году уже обветшавшая. Рядом с ней располагалась церковь, посвящённая тому же святому, однако о ней не известно ничего, кроме того, что в 1643 году она сгорела. Вместо сгоревшей церкви была построена новая, которая просуществовала более 70 лет и за ветхостью была в 1716 году заменена на новую. В 1779 вместо окончательно обветшавшей к тому времени часовни был построен храм в честь Двенадцати апостолов.
В советское время здесь располагался совхоз «Искра».
В 1954 году Пиринемский сельсовет Карпогорского района был присоединён к Шотогорскому сельсовету.
В 2006 году деревня стала административным центром муниципального образования «Пиринемское».

## Население
| 2002 | 2010 | 2012 |
| ---- | ---- | ---- |
| 408  | ↘326 | ↗399 |

## Инфраструктура
В деревне есть школа-интернат, фельдшерско-акушерский пункт, почта, Дом культуры, пожарный пост